# كارل يوزف باير
كارل يوزف باير  (بالألمانية: Carl Josef Bayer)(4 مارس 1847- 4 أكتوبر 1904) كيميائي نمساوي، اخترع  عملية باير لاستخراج أكسيد الألومنيوم من البوكسيت.